# Samarium
Samarium (chemická značka Sm, latinsky Samarium) je měkký stříbřitě bílý, přechodný kovový prvek, šestý člen skupiny lanthanoidů. Hlavní uplatnění nalézá ve výrobě mimořádně silných permanentních magnetů a slouží také k výrobě speciálních skel a keramiky.

## Základní fyzikálně-chemické vlastnosti
Samarium je stříbřitě bílý, měkký, vnitřně přechodný kov.
Chemicky je samarium méně reaktivní než předchozí prvky ze skupiny lanthanoidů. Na vzduchu je relativně stálé a ke vzplanutí dochází až při teplotě nad 150 °C. S vodou reaguje samarium za vzniku plynného vodíku, snadno se rozpouští v běžných minerálních kyselinách. Ve sloučeninách se vyskytuje prakticky pouze v mocenství Sm+3.
Chemické vlastnosti jeho solí jsou značně podobné sloučeninám ostatních lanthanoidů a hliníku. Všechny tyto prvky tvoří například vysoce stabilní oxidy, které nereagují s vodou a jen velmi obtížně se redukují. Ze solí anorganických kyselin jsou důležité především fluoridy a fosforečnany, jejich nerozpustnost ve vodě se používá k oddělení lanthanoidů od jiných kovových iontů. Další nerozpustnou sloučeninou je šťavelan samaritý, který je možno použít ke gravimetrickému stanovení těchto prvků po jejich vzájemné separaci.

## Historie
Roku 1853 objevil švýcarský chemik Jean Charles Galissard de Marignac neznámé emisní linie ve spektru didymia a přiřadil je doposud neobjevenému prvku z řady lanthanoidů.
Izolaci čistého prvku provedl teprve roku 1879 francouzský chemik Paul Émile Lecoq de Boisbaudran. Vycházel přitom z minerálu samarskitu o složení (Y,Ce,U,Fe)3(Nb,Ta,Ti)5O16. Prvek byl poté pojmenován podle tohoto minerálu, který nesl jméno ruského důlního specialisty, plukovníka Samarského.

## Výskyt a výroba
Samarium je v zemské kůře obsaženo v koncentraci asi 6 mg/kg, o jeho obsahu v mořské vodě údaje chybí. Ve vesmíru připadá jeden atom samaria na 100 miliard atomů vodíku.
V přírodě se samarium vyskytuje pouze ve formě sloučenin. Neexistují však ani minerály, v nichž by se některé lanthanoidy (prvky vzácných zemin) vyskytovaly samostatně, ale vždy se jedná o minerály směsné, které obsahují prakticky všechny prvky této skupiny. Mezi nejznámější patří monazity (Ce,La,Th,Nd,Y)PO4 a xenotim, chemicky fosforečnany lanthanoidů a dále bastnäsity (Ce,La,Y)CO3F – směsné flourouhličitany prvků vzácných zemin. Pro samarium je typický již výše uvedený minerál samarskit ((Y,Ce,U,Fe)3(Nb,Ta,Ti)5O16).
Velká ložiska těchto rud se nalézají ve Skandinávii, USA, Číně a Vietnamu. Významným zdrojem jsou i fosfátové suroviny – apatity z poloostrova Kola v Rusku
Při průmyslové výrobě prvků vzácných zemin se jejich rudy nejprve louží směsí kyseliny sírové a chlorovodíkové a ze vzniklého roztoku solí se přídavkem hydroxidu sodného vysráží hydroxidy.
Separace jednotlivých prvků se provádí řadou různých postupů – kapalinovou extrakcí, za použití ionexových kolon nebo selektivním srážením nerozpustných komplexních solí.
Příprava čistého kovu se obvykle provádí elektrolýzou směsi roztavených chloridů samaritého SmCl3, vápenatého CaCl2 a sodného NaCl. V některých postupech se využívá i redukce oxidu samaritého Sm2O3 elementárním lanthanem.
Sm2O3 + 2 La → 2 Sm + La2O3

## Použití a sloučeniny
Malá množství samaria jsou obsažena v didymu, směsi praseodymu a neodymu, požívané pro odkysličování tavenin kovů díky vysoké afinitě lanthanoidů ke kyslíku.
Ve sklářském průmyslu slouží přídavky samaria do skloviny ke zvýšení absorpce skla pro světlo v infračervené oblasti spektra.
Při výrobě optických laserů a maserů se často uplatňují samariem dopované krystaly fluoridu vápenatého CaF2.
Katalyzátory na bázi oxidu samaria se v chemickém průmyslu používají pro dehydrataci a dehydrogenaci ethanolu.
V jaderné energetice se slitiny s obsahem samaria uplatňují pro zachycování neutronů.
Obloukové lampy, sloužící především jako světelné zdroje při natáčení filmů používají elektrody ze slitin s obsahem samaria.

### Permanentní magnety
Přestože v současné době jsou nejsilnějšími známými permanentní magnety materiály na bázi neodymu o složení Nd2Fe14B, jsou magnety složené ze samaria a kobaltu stále prakticky nejvíce vyráběnými extrémně silnými permanentními magnety.
Složení těchto magnetů je obvykle uváděno jako SmCo5, ale v literatuře se uvádí i materiál Sm2Co17, který by měl mít ještě lepší magnetické vlastnosti. Hlavní předností Sm-Co magnetů je jejich použitelnost v širokém oboru teplot, prakticky jsou bez problémů účinné i za teplot kolem 300 °C, Curieova teplota je až v oblasti 700–800 °C.
Praktická výroba těchto magnetů započala v 70. letech 20. století. V současné době jsou tyto magnety prakticky používány v počítačové technice v záznamových hlavách pevných disků nebo při výrobě malých mikrofonů a reproduktorů ve sluchátkách a mnoha dalších aplikacích.
Nevýhody a rizika:
- Výrobní cena samariových magnetů je vyšší než u neodymových, a to pro vyšší cenu samaria i kobaltu ve srovnání s neodymem a železem.
- Materiál těchto magnetů je poměrně křehký a mohou se snadno rozbít nejen mechanickým úderem, ale i při náhlém vystavení silnému magnetickému poli.
- Jejich vysoká magnetická síla může způsobit vymazání dat na magnetických záznamových mediích.
- Přitažlivá síla je tak vysoká, že při náhlém přiblížení magnetu k ferromagnetickému materiálu dokáže způsobit citlivá poranění pokožky nebo svalové tkáně, pokud se nachází mezi magnetem a přitahovaným předmětem.